# Stirexephanes ignotus
Stirexephanes ignotus là một loài tò vò trong họ Ichneumonidae.